# Tegalkuning
Tegalkuning is een bestuurslaag in het regentschap Purworejo van de provincie Midden-Java, Indonesië. Tegalkuning telt 1016 inwoners (volkstelling 2010).